# Affettività
L'affettività è un aspetto delle funzioni psichiche, che definisce lo spettro di sentimenti ed emozioni negative (frustrazione, rabbia, tristezza, solitudine ecc.) e positive (gioia, soddisfazione, serenità, contentezza, ecc..) dell'essere umano in risposta all'ambiente in cui vive e alle relazioni sociali di cui si circonda, in particolare di quelle familiari e amicali, caratterizzate da un'intimità e un legame più intensi.

## Descrizione
Gli affetti si distinguono dalle passioni perché risultano privi di un carattere dominante ed esclusivistico, mentre rispetto alle emozioni sono mancanti del riferimento a situazioni, fatti e cose.
Molte azioni dell'essere umano, erroneamente attribuite alla sfera della razionalità, invece contengono una determinante affettiva. Ogni cosa, evento e oggetto possiede una sua coloritura affettiva che si manifesta nel singolo soggetto attraverso stati d'animo variegati e raggruppabili, schematicamente, all'interno di due poli opposti come, ad esempio, amore-odio, gioia-tristezza. In relazione ai loro caratteri specifici, come ad esempio l'intensità e la durata, gli stati d'animo possono essere catalogati come emozioni e sentimenti.
Gli affetti provati e manifestati comprendono un insieme di atteggiamenti quali la tenerezza, l'attaccamento, la devozione, la gratitudine, la bontà, ecc.; l'insieme di questi atti può essere inserito in un contesto relazionale in cui una persona si «prende cura di» qualcun altro.

### In filosofia
Per quanto concerne l'ambito della filosofia, Aristotele definì affettive le qualità sensibili, in quanto ciascuna di esse sviluppa una affezione dei sensi (Cat.,9b,6). Nell'opera "De Anima" ricordò che tra gli scopi della sua indagine vi erano sicuramente le affettività (o in senso più generale e completo le affezioni), innanzitutto perché gli sembravano proprie dell'anima, e in secondo luogo perché era necessario elencare quelle in comune con gli animali.
In seguito gli Stoici valutarono negativamente l'affettività (e le affezioni), poiché irrazionali e minaccianti l'aspetto razionale dell'anima.
S. Agostino e successivamente gli Scolastici ripresero l'opinione aristotelica sulla neutralità degli affetti e quindi, da un punto di vista morale, le giudicarono buone o cattive a seconda della incidenza moderatrice della ragione su di esse.
Baruch Spinoza affermerà (Et.,V,3) riguardo alla affettività (affezione) che non appena ci formiamo di essa una idea chiara e distinta, l'affettività cessa di essere tale; inoltre sosterrà (Et.,V,17) che Dio essendo privo di idee confuse, è esente da affettività (affezione).
Immanuel Kant distinse fra gli elementi sensibili e quelli del potere conoscitivo intellettuale e nell'opera "Critica della ragion pura" sosterrà: « Tutte le intuizioni, in quanto sensibili, riposano sull'affettività; i concetti, invece, su funzioni » (Analitica dei concetti, I, sez. I).

### In psicologia
La parola "affettività" è utilizzata nell'ambito psicologico per indicare l'insieme dei sentimenti e delle emozioni di un individuo oltre al carattere assunto da un particolare stato psichico.
Il percorso di strutturazione degli affetti va dalla nascita fino alla maturità. Inizialmente sono orientati verso le figure più significative per l'esistenza nel suo stadio più elementare, come la madre e, in misura più ridotta, il padre. Evolvendosi, il bambino è in grado di orientare la sua affettività verso altre figure familiari e successivamente verso figure esterne, su cui esercita con crescente autonomia i propri sentimenti.
Un corretto e completo sviluppo dell'affettività nonché l'elaborazione di eventuali traumi o carenze affettive che ne abbiano ostacolato il processo, sono fondamentali per la maturazione dell'individuo, in particolare in relazione allo sviluppo dell'autostima e della sessualità nell'età adolescenziale e adulta.

### Neuroscienze affettive
Jaak Panksepp, neuroscienziato statunitense, ha indagato le basi neuronali delle emozioni e dell'affettività, dimostrando come alla base di qualsiasi forma di attività psichica vi sia un nucleo ancestrale di coscienza emozionale chiamata protocoscienza affettiva attivata dalle aree cerebrali profonde del cosiddetto cervello rettiliano.